# 우크라이나 여자 축구 국가대표팀

우크라이나 여자 축구 국가대표팀은 우크라이나를 대표하는 여자 축구 대표팀으로 우크라이나 축구 협회에서 관리하고 있다. 1993년 8월 29일 러시아와의 국제 경기 데뷔전에서 0-2로 패했으며 현재까지 FIFA 여자 월드컵과 하계 올림픽 본선 기록은 전무하다.

## 국제 대회 경력

### FIFA 여자 월드컵
처음 출전한 1999년 FIFA 여자 월드컵 유럽 지역 예선 A그룹 1조에서 3승 3패로 스웨덴에 이어 조 2위로 플레이오프에 진출했으나 플레이오프에서 전 대회 준우승국 독일에 1·2차전 합계 1-6 대패를 당하며 본선 출전이 좌절되었고 이후 2011년 지역 예선과 2015년 지역 예선에서도 모두 플레이오프까지는 올랐으나 각각 노르웨이와 이탈리아에 패하며 본선과는 인연을 맺지 못했다.

### UEFA 유럽 여자 축구 선수권 대회
현재까지 우크라이나의 여자 유로 대회 본선 경험은 2009년 대회가 유일하며 그나마 개최국 핀란드와의 최종전에서 1-0으로 승리를 거두며 유로 대회 첫 승을 올렸지만 A조 최하위로 조별리그에서 탈락했다. 그리고 UEFA 여자 유로 1997 예선에서는 B그룹 8조에서 5승 1무·조 1위로 승강 플레이오프에 올라 승강 플레이오프에서 루마니아를 1·2차전 합계 5-3으로 따돌리고 1999년 FIFA 여자 월드컵 유럽 지역 예선 A그룹 승격에 성공했으며 2013년 대회 예선과 2022년 대회 예선에서도 모두 플레이오프에 진출하며 선전했지만 2013년 대회 예선 플레이오프에서는 아이슬란드, 2022년 대회 예선 플레이오프에서는 북아일랜드에 패하며 본선에 오르지 못했다.

## 성적

### FIFA 여자 월드컵
- 1991년: 독립 이전 (소련 우크라이나 SSR)
- 1995년 ~ 2023년: 지역 예선 탈락

### 올림픽 축구
- 1996년 ~ 2024년: 예선 탈락

### UEFA 유럽 여자 축구 선수권 대회
- 1984년: 불참
- 1987년: 불참
- 1989년: 불참
- 1991년: 불참
- 1993년: 예선 탈락
- 1995년: 예선 탈락
- 1997년: 예선 탈락
- 2001년: 예선 탈락
- 2005년: 예선 탈락
- 2009년: 조별 예선
- 2013년: 예선 탈락
- 2017년: 예선 탈락
- 2022년: 예선 탈락
- 2025년: 예선 탈락

## 같이 보기
- 우크라이나 축구 국가대표팀